# The Weather Company
The Weather Company é uma empresa de previsão do tempo e tecnologia da informação que possui e opera a weather.com e a Weather Underground. The Weather Company é uma subsidiária da unidade de negócios Watson & Cloud Platform da IBM desde 2016.

## História e operações
The Weather Company começou como Weather Channel em 1982. Em 2012, a empresa criou uma holding mais ampla substituindo a palavra "Canal" por "Empresa" para refletir melhor sua crescente linha de produtos digitais.
The Weather Company pertencia a um consórcio formado pelo Blackstone Group, Bain Capital e NBCUniversal. Esse consórcio vendeu os ativos de produto e tecnologia da Weather Company para a IBM em 29 de janeiro de 2016, mas manteve a posse da rede de cabos The Weather Channel até março de 2018, quando foi vendida para Entertainment Studios. Como parte do desmembramento de 2016, o consórcio Bain / Blackstone / NBCUniversal celebrou um contrato de licenciamento de longo prazo com a IBM para o uso de seus dados meteorológicos e do nome e marca "The Weather Channel".